# Lyrognathus saltator
Lyrognathus saltator är en spindelart som beskrevs av Pocock 1900. Lyrognathus saltator ingår i släktet Lyrognathus och familjen fågelspindlar. Inga underarter finns listade i Catalogue of Life.